# Ricardo Serrano
Ricardo Serrano Gonzalez (ur. 4 sierpnia 1978 w Valladolid) – hiszpański kolarz szosowy startujący wśród zawodowców od 2003 roku. 
Największym sukcesem kolarza jest zwycięstwo w wyścigu Vuelta a La Rioja (2006) oraz etapowy sukces w Tour de Romandie 2009, wyścigu zaliczanego do ProTour.
W czerwcu 2010 roku został zdyskwalifikowany na dwa lata z powodu nieprawidłowości, jakie wykryto w jego paszporcie biologicznym.

## Najważniejsze zwycięstwa i sukcesy
- 2006
  - etap i klasyfikacja generalna Vuelta a La Rioja
- 2009
  - etap w Tour de Romandie